# Datu
En datu var en stammehøvding og leder af et lokalt fællesskab i Filippinerne. 
Før Spaniernes ankomst i det 16 århundrede havde de lokale fællesskaber i Filippinerne, de såkaldte barangays, som leder en såkaldt datu. De lokalsamfund, som blev ledt af en datu, bestod normalt kun af nogle titals familier. Kun nogle gange var en barangay større. 
I den sydlige del af Filippinerne var situationen en anden, da to sultanater ledtes af en sultan eller rajah. 
Titlerne, datu, sultan og rajah bliver stadigvæk brugt i den sydlige del af Filippinerne til at betegne den lokalt herskende klasse. Ordet datu er afledt fra det Malajiske ord: dato eller datuk; adelstitler til Malajer.
Foruden Malaysia blev titlen undertiden også brugt i Brunei og Indonesien.